# 기타노역 (도쿄도)
기타노역(일본어: 北野駅)은 일본 도쿄도 하치오지시에 위치한 게이오 전철의 철도역이다. 게이오 선의 소속역이며, 이 역을 기점으로 하는 게이오 다카오 선 등 2개의 노선이 운행 중이다. 역 번호는 KO 33이며, 섬식 승강장 2면 4선의 구조를 갖춘 고가역이다.

## 타는 곳
| 1 · 2 | 다카오 선 | 하행 | 메지로다이 · 다카오 · 다카오산구치 방면                              |
| 1 · 2 | 게이오 선 | 하행 | 게이오하치오지 방면                                                  |
| 3 · 4 | 게이오 선 | 상행 | 다카하타후도 · 후추 · 조후 · 사사즈카 · 신주쿠 · 도영 신주쿠 선 방면 |

## 이용 현황
| 연도별 1일 평균 하차 승차 인원 | 연도별 1일 평균 하차 승차 인원 | 연도별 1일 평균 하차 승차 인원 |
| 연도                           | 평균 하차 인원                 | 평균 승차 인원                 |
| ------------------------------ | ------------------------------ | ------------------------------ |
| 1955년                         | 1,122                          |                                |
| 1960년                         | 1,892                          |                                |
| 1965년                         | 3,834                          |                                |
| 1967년                         | 4,344                          |                                |
| 1970년                         | 5,876                          |                                |
| 1975년                         | 8,116                          |                                |
| 1980년                         | 15,936                         |                                |
| 1985년                         | 17,720                         |                                |
| 1990년                         | 19,381                         | 9,351                          |
| 1991년                         |                                | 9,615                          |
| 1992년                         | 9,671                          |                                |
| 1993년                         | 9,858                          |                                |
| 1994년                         | 9,868                          |                                |
| 1995년                         | 20,545                         | 10,008                         |
| 1996년                         |                                | 10,068                         |
| 1997년                         | 9,907                          |                                |
| 1998년                         | 10,178                         |                                |
| 1999년                         | 10,025                         |                                |
| 2000년                         | 20,265                         | 9,915                          |
| 2001년                         |                                | 10,164                         |
| 2002년                         | 10,255                         |                                |
| 2003년                         | 21,128                         | 10,383                         |
| 2004년                         | 21,056                         | 10,392                         |
| 2005년                         | 21,469                         | 10,493                         |
| 2006년                         | 21,771                         | 10,510                         |
| 2007년                         | 22,564                         | 11,079                         |
| 2008년                         | 22,812                         | 14,134                         |
| 2009년                         | 22,510                         | 11,115                         |
| 2010년                         | 22,530                         | 11,148                         |
| 2011년                         | 22,145                         | 10,978                         |
| 2012년                         | 22,186                         | 11,008                         |
| 2013년                         | 22,440                         | 11,142                         |
| 2014년                         | 22,081                         | 10,958                         |
| 2015년                         | 22,357                         | 11,104                         |
| 2016년                         | 22,645                         |                                |

## 역 주변
- 국도 제16호선
- 하치오지 시 기타노 시민 센터
- 하치오지 시청 기타노 사무소
- 일본 국토교통성 간토 지방 정비국 사가미 국도 사무소 하치오지 국도 출장소

## 인접 역
| 게이오 전철 게이오 선          | 게이오 전철 게이오 선               | 게이오 전철 게이오 선                    |
| ------------------------------ | ----------------------------------- | ---------------------------------------- |
| KO 29 다카하타후도 신주쿠 방면 | ■ 특급 · ■ 준특급 · ■ 급행          | 게이오하치오지 KO 34 게이오하치오지 방면 |
| KO 32 나가누마 신주쿠 방면     | ■ 구간 급행 · ■ 쾌속 · ■ 각 역 정차 | 게이오하치오지 KO 34 게이오하치오지 방면 |
| 게이오 전철 다카오 선          |                                     |                                          |
| 시·종착역                      | ■ 특급 · ■ 급행                     | 메지로다이 KO 50 다카오산구치 방면       |
| 시·종착역                      | ■ 준특급                            | 게이오카타쿠라 KO 48 다카오산구치 방면   |
| 시·종착역                      | ■ 구간 급행 · ■ 쾌속 · ■ 각 역 정차 | 게이오카타쿠라 KO 48 다카오산구치 방면   |